# 제20CBRNE사령부
제20CBRNE사령부(20th CBRNE Command), 제20지원사령부로도 알려져 있는 메릴랜드 주, 애버딘의 애버딘 시험장에 본부를 두고있는 미국 육군의 화학, 생물학, 방사능, 핵 및 고성능 폭발물(영어: Chemical, Biological, Radiological, Nuclear and high- yield Explosives) 대응 사령부이다. 표어는 "Liberty We Defend→자유는 우리가 지킨다", ready, Reliable... Globally Responsive→준비, 신뢰... 지구적 대응"

## 역사
2004년 10월 16일, 제20지원사령부로서 창설되었다.
2009년부터 을지 프리덤 가디언 훈련에 참가하고 있으며, 대한민국 국군의 국군화생방방호사령부와 합동으로 JTF-E를 편성하여 조선민주주의인민공화국의 대량살상무기에 대응하는 연습을 한다.
제48화학여단 예하 제23화학대대가 2013년 1월 7일부터 경기도의 캠프 스탠리에 배치되었다.

## 부대

편성표 (2021년)

- CBRNE 분석개선처(Analytical and Remediation Activity; CARA) - 에버딘 실험장
- 제48화학여단 - 포트 후드
- 제52병기단 (EOD) - 포트 캠벨
- 제71병기단 (EOD) - 포트 카슨
- 방위군: 제111병기단 (EOD)
- 예비군: 사건 관리대(Consequence Management Unit; CMU) - 애빙던

## 계보
- 2004년 5월 6일, Headquarters, Headquarters and Service Company, 20th Support Command
정규군에 배정됨.
→제20지원사령부, 본부 및 근무중대
- 2007년 6월 16일, Headquarters, 20th Support Command
→제20지원사령부, 본부

## 같이 보기
- 바이오테러리즘

## 참고
1. ↑  김귀근 (2011년 2월 4일). “한미연합훈련 때 '北 WMD제거' 연습 확대”. 연합뉴스. 2015년 9월 8일에 확인함.
2. ↑  김귀근 (2011년 8월 7일). “한미, UFG연습때 WMD제거 합동기동부대 편성”. 연합뉴스. 2015년 9월 8일에 확인함.

- “Headquarters 20th Support Command” (영어). 미국 육군 역사관. 2014년 12월 11일. 2015년 9월 6일에 원본 문서에서 보존된 문서. 2015년 9월 7일에 확인함.